# 文極
文極（？年—？年），字季姜，以字行，益州梓潼人，為東漢中後期将作大匠王堂妻子，後與王博妻子楊進、王遵妻子張叔紀，並稱「三母」。

## 生平
文極為将作大匠王堂妻子，王堂的前妻生有一子二女，兒子叫王博，大女兒叫王紀，小女兒叫王流，自己也生了三子（王康、王稚、王芝）二女（王始、王示），文極把他們都當成自己的兒女撫養，王博（王商祖父）喜歡寫字，就親手做書套子給幼年的王博。後來王博妻子楊進及王博兒子王遵的老婆張叔紀，對文極很尊敬又聽話，甚至文極還令親生兒子王康、王稚的老婆侍奉楊進如同侍奉婆婆，因為這些原因，文極和楊進還有張叔紀並稱「三母」，八十一歲時病死。